# Earl of East Anglia
Die Earls of East Anglia waren im 11. Jahrhundert Herrscher von East Anglia. Der Titel wurde von Knut dem Großen im Jahre 1017 erstmals vergeben und verschwand nach der Teilnahme von Ralph de Gaël am gescheiterten Aufstand der Grafen im Jahre 1075.

## Earldormen of East Anglia
Bis 917 war East Anglia ein Königreich, das ab 870 unter dänischer Kontrolle stand. In diesem Jahr unterwarfen sich die ostanglischen Dänen König Eduard dem Älteren, und East Anglia wurde ein Teil des expandierenden Königreichs England. Es ist nicht klar, wer dort beauftragt wurde, aber es ist wahrscheinlich, dass der Ealdorman von Südost-Mercia, Æthelfrith, die Herrschaft über das neu gestaltete Gebiet von Eduard erhielt. Dieser starb um 927 und wurde von seinem Sohn Æthelstan Half-King beerbt. Dieser war ein sehr mächtiger Aristokrat, der ein weitläufiges Territorium beherrschte und dessen Familie in der Gegend mächtig blieb.

## Dänische Jarle und, englische und normannische Earls
Nach seiner Eroberung Englands im Jahre 1016 teilte Knut der Große im folgenden Jahr das Reich in einige große Verwaltungsgebiete, die von Jarlen regiert wurden. Diese entsprachen den territorialen Umrissen, welche die ehemaligen Königreiche von Wessex, Mercia, Northumbria und Ostanglien Mitte des 9. Jahrhunderts besessen hatten. Allerdings variierten die genauen Umrisse dieser Jarltümer über die Jahrzehnte, da für bestimmte Einzelpersonen Jarltümer mit anderem Zuschnitt geschaffen wurden, die jedoch meist nur kurz bestanden. Der Kern des Jarltums von East Anglia bestand aus Norfolk und Suffolk. Auch andere Verwaltungseinheiten wie Essex, Middlesex und Cambridgeshire gehörten zu verschiedenen Zeiten ebenfalls zu East Anglia.
Der erste Jarl von East Anglia war Thorkell der Lange, der im Jahre 1017 ernannt wurde. Thorkell und seine Familie wurden von Knut dem Großen im Jahre 1021 geächtet, aber im Jahre 1023 wieder begnadigt. Seine unmittelbaren Nachfolger sind unbekannt.
Die ursprüngliche englische Dynastie wurde mit dem Amtsantritt von König Edward dem Bekenner im Jahre 1042 wiederhergestellt. Während seiner Herrschaft wurde East Anglia, damals kleiner als die anderen drei ursprünglichen Earldoms und nicht die Machtbasis einer der Familien, die damals die englische Politik dominierten, von zwei jüngeren Mitgliedern einer ebensolchen einflussreichen Familie gehalten. Um 1045 war das Earldom von East Anglia in den Händen von Harold Godwinson, dem zweiten Sohn von Godwin von Wessex. Im Jahre 1051 wurden Godwin und seine Söhne ins Exil getrieben und ihre Besitztümer anderen zugewiesen. East Anglia ging an Ælfgar, Sohn von Leofric von Mercia. Doch im Jahre 1052 kehrten Godwin und seine Söhne nach England zurück und erlangten ihre früheren Positionen wieder. Als Godwin im Jahre 1053 starb, wurde Harold an seiner Stelle zum Earl of Wessex ernannt, und er wurde in East Anglia wieder von Ælfgar ersetzt. Im Jahre 1055 wurde Ælfgar verbannt und ins Exil getrieben, aber auch er erlangte innerhalb des Jahres seine ehemalige Position zurück. Im Jahr 1057 starb sein Vater Leofric, und Ælfgar wurde zum Earl of Mercia an der Stelle seines Vaters ernannt. Das Earldom von East Anglia wurde dann Gyrth Godwinson, einem von Harolds jüngeren Brüdern, zugeteilt, die er bis zu seinem Tod in der Schlacht bei Hastings im Jahre 1066 hielt.
Nach der normannischen Eroberung Englands setzte Wilhelm der Eroberer nun Ralph Stalre, einen in Norfolk geborenen Aristokraten bretonischer Abstammung, als Earl of East Anglia ein. Nach seinem Tod wurde er von seinem Sohn Ralph de Gaël ersetzt. Er war ein Führer einer Rebellion gegen Wilhelm im Jahre 1075, die als „Aufstand der Grafen“ (Revolt of the Earls) bekannt wurde. Mit dem Scheitern dieses Aufstandes floh Ralph zu seinen Ländereien in der Bretagne, und kein Nachfolger wurde ernannt, obwohl viele von Ralphs Besitzungen an den großen bretonischen Magnaten Alain den Roten übergeben wurden.
Spätere Earldoms, die in der Region geschaffen wurden, waren von kleinerer Ausdehnung. Dies stand im Einklang mit den Entwicklungen anderswo im Land. Während England in der Mitte des 11. Jahrhunderts durch eine Handvoll von Earls mit großen Territorien verwaltet worden war, wurden unter den normannischen Königen die Einheiten verkleinert. Nur noch selten hatte ein Earl die Kontrolle über einen gesamten Shire, viele Earls verwalteten nur einen Bruchteil davon. Faktisch wurde der Machtumfang der Earls von dem eines Herzogs auf den eines Grafen reduziert. Im Laufe der Zeit entwickelte sich die Earlswürde dadurch von einem mit territorialer Regierungsgewalt ausgestatteten Amt mehr zu einem Ehrentitel.

## Liste der Ealdormen, Jarle und Earls of East Anglia
| Englische Ealdormanry von East Anglia | Englische Ealdormanry von East Anglia | Englische Ealdormanry von East Anglia | Englische Ealdormanry von East Anglia | Englische Ealdormanry von East Anglia |
| Von                                   | Bis                                   | Inhaber                               | gestorben                             | Bemerkung                             |
| ------------------------------------- | ------------------------------------- | ------------------------------------- | ------------------------------------- | ------------------------------------- |
| 930                                   | 931                                   | Ælfred                                |                                       |                                       |
| 932                                   | 956                                   | Æthelstan Half-King                   |                                       |                                       |
| 957                                   | 962                                   | Æthelwald                             | 962                                   |                                       |
| 962                                   | 992                                   | Æthelwine                             | 992                                   |                                       |
| 993                                   | 1002                                  | Leofsige                              |                                       |                                       |
| Dänisches Jarltum von East Anglia     |                                       |                                       |                                       |                                       |
| 1017                                  | 1021                                  | Thorkell der Große                    | nach 1023                             |                                       |
| um 1026                               | 1044 oder 1045                        | Osgod Clapa                           | 1054                                  | Existenz unsicher.                    |
| Englisches Earldom von East Anglia    |                                       |                                       |                                       |                                       |
| 1044 oder 1045                        | 1051                                  | Harold Godwinson                      | 1066                                  |                                       |
| 1051                                  | 1052                                  | Ælfgar                                | um 1060                               |                                       |
| 1052                                  | 1053                                  | Harold Godwinson                      | 1066                                  |                                       |
| 1053                                  | 1057                                  | Ælfgar                                | um 1060                               |                                       |
| 1057                                  | 1066                                  | Gyrth Godwinson                       | 1066                                  |                                       |
| Normannisches Earldom von East Anglia |                                       |                                       |                                       |                                       |
| 1067                                  | 1069                                  | Ralph Stalre                          | 1068                                  |                                       |
| um 1069                               | 1075                                  | Radulf de Gael                        | um 1097                               |                                       |